# Friklättring

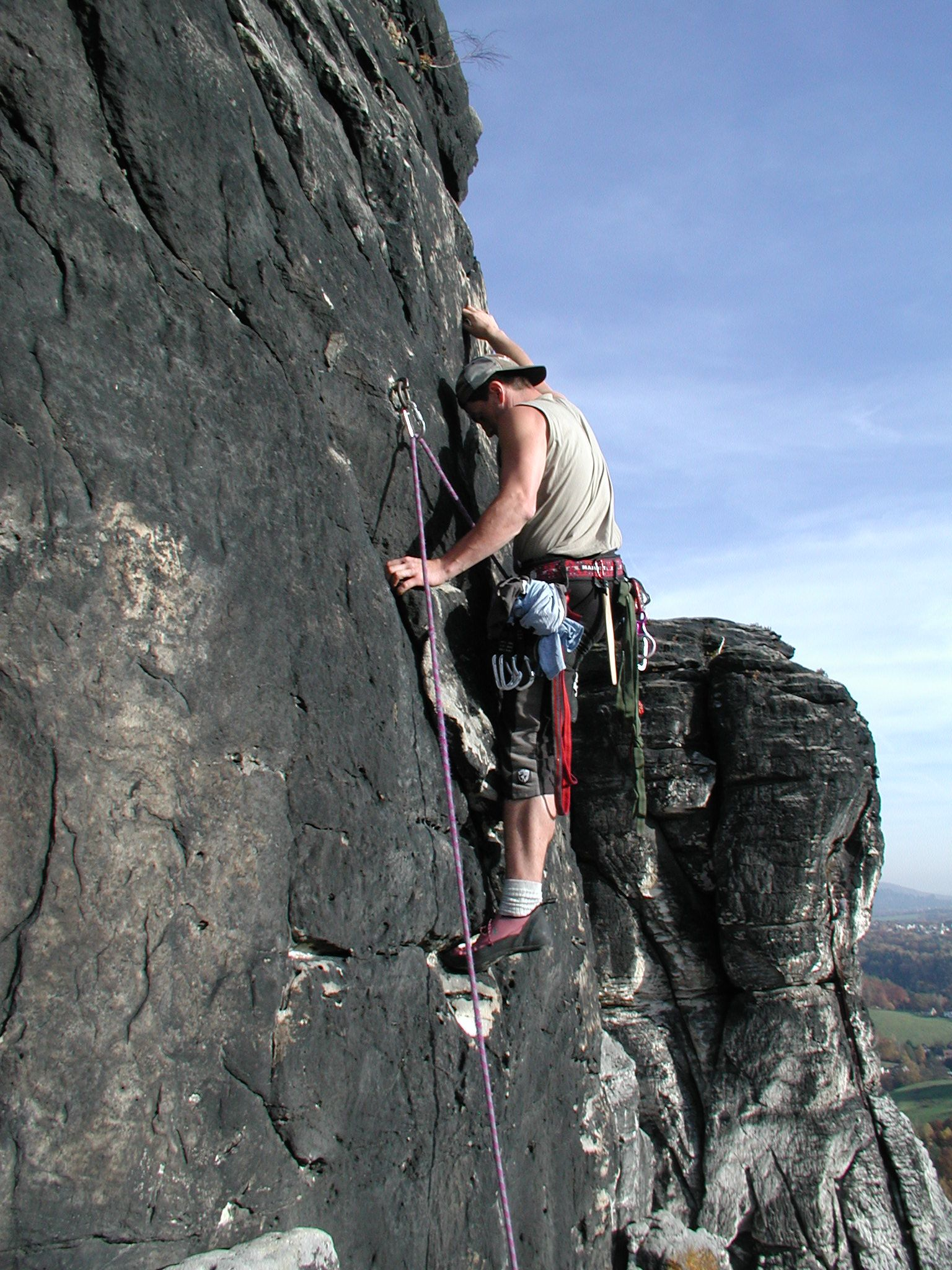
Friklättrare i Schweiz

Friklättring är att klättra utan att aktivt använda utrustning för att ta sig upp för en vägg. Till skillnad från aidklättring används säkringar och rep enbart som säkerhet utifall att en klättrare skulle falla.
Att friklättra är den arketypiska bilden av klättring. Man klättrar genom att hålla i, stå på, och klättra på själva stenen eller klätterväggen. Att dra sig upp i utrustning, eller att stå på dem för att ta sig upp, kallas "AO" eller "french free", och är i det närmaste en slags artificiell klättring, eller aidklättring (se aidklättergraderingar). 
Friklättring blandas ibland ihop med soloklättring, eller mer exakt frisoloklättring.